# UNICORN (アルバム)
『UNICORN』（ユニコーン）は、日本のロックバンドであるUNICORNのメンバー各自のソロ作品を収録したミニ・アルバム。アーティスト名は「UNICORN」ではなく「EBI奥田阿部西川手島」となっている。
1993年1月21日にソニー・ミュージックレコーズから完全生産限定盤としてリリースされた。7枚目のアルバム『ヒゲとボイン』（1991年）よりおよそ1年4か月ぶりにリリースされた作品であり、作詞・作曲はメンバーそれぞれが単独で行っている。
メンバーが個別でリリースした5枚のシングル「アフリカの蝶」「休日」「＋ OR −」「リキッドマン」「眠れぬ夜」と同時にレコーディングされた未発表曲を収録している。本作はオリコンアルバムチャートにおいて最高位第5位となった。

## 背景
7枚目のアルバム『ヒゲとボイン』（1991年）リリース後、UNICORNは「UNICORN WINTER TOUR 1991-1992 "THE WAR without STAGE MANAGER/舞監なき戦い"」と題したコンサートツアーを同年10月22日の戸田市文化会館公演からツアーファイナルとなった1992年3月19日の新潟県民会館公演まで52都市全77公演を実施した。同ツアー終了後に奥田民生はJUN SKY WALKER(S)の寺岡呼人とともに「寺田」というユニットを結成、「愛のツアー」と題したコンサートツアーを4月22日の福岡Be-1公演から5月24日の寺田倉庫公演まで7都市全7公演を実施した。
「舞監なき戦い」ツアー終了間近に、企画としてメンバー全員がソロ・シングルをリリースするという話が持ち上がり、メンバー同士のじゃんけんによってリリース順が決定された。1番目は堀内一史となり、8月15日に「アフリカの蝶」をリリース、2番目は奥田で8月29日に「休日」をリリース、3番目は阿部義晴で「＋ OR −」をリリース、4番目は川西幸一で「リキッドマン」をリリース、5番目は手島いさむで10月10日に「眠れぬ夜」をリリースした。
同年には「UNICORN TOUR 1992 "S.F.W"」と題したコンサートツアーを9月13日の三郷市文化会館公演からツアーファイナルとなった12月2日の仙台サンプラザ公演まで22都市全32公演を実施した。ツアー最終日と同日には8枚目のシングル「雪が降る町」がリリースされた。

## 録音、制作、音楽性
1992年8月から10月にかけてメンバー5人がソロシングルをリリースすることとなり、各人それぞれ3曲を制作した。その後、各シングルに収録されなかった計5曲が本作に収録されることとなった。アルバムタイトルおよびアーティスト名はマネージャーであった原田公一のアイデアが採用された。
「SOLDIER」
- レコーディング: 1992年5月19日、20日 ジャイヴスタジオ／5月21日、22日、26日、29日 ドッグハウススタジオ／6月1日 ソニー・ミュージック信濃町スタジオ／6月25日、7月6日、7日 音響ハウス
レコーディングにはARBのギタリストである白浜久とドラマーであるKEITHが参加している[9]。すでにソロデビューしていた堀内はバンドサウンドを志向し、自らのルーツであるARBメンバーに依頼することとなった[9]。ARBファンであった堀内は「嬉しかったし、ビビったしで大変だった」と述べ、またレコーディング時に歌詞が完成しておらず、石橋凌がレコーディング前に歌詞を必ず完成させていたことを聞かされた堀内は、KEITHから「詞は出来てるの?」と質問された際に「スミマセン、まだです」と回答したところ、「いいよ大丈夫」と言われて安心したと述べている[9]。曲タイトルは当初決定しておらず、その旨を話したところ即答でKEITHが決定、堀内は最終的にロックンロールの王道的な曲になったと述べている[10]。本曲は映画『ターミネーター2』（1991年）の過去に戻るシーンを意識したほか、UNICORNではシリアスな曲の演奏が困難であるとの判断から、本曲では架空の未来都市を想定してシリアスな内容で作詞したと堀内は述べている[10]。

「行列」
- レコーディング: 1992年6月2日 - 6日、8日、9日 スタジオテイクワン／6月10日 ソニー・ミュージック信濃町スタジオ
奥田は曲を制作した時点で「行列」が頭の中に浮かんだと述べている[11]。すでに「寺田」のライブ時に演奏していた曲であり、奥田は本作には収録せずに「とっておきたかった」、「未発表曲を発表するには早いですって」とも述べたほか、奥田がすべての演奏を一人で手掛けたことから「まるでデモ・テープですね」とも述べている[9]。タイトルの由来はAメロ最後のメロディラインが「並んで」に聴こえるために決定、奥田自身は本曲をシャッフルであると述べている[8]。

「POWER」
- レコーディング: 1992年6月23日 - 30日 一口坂スタジオ
阿部は本曲に関してアバンギャルドすぎるためシングルA面には向かないと判断し、シングル「＋ OR −」ではAIDSというテーマがあったために発表しなかったと述べている[12]。また阿部はキング・クリムゾンのようなプログレッシブ・ロックを好んでおり、UNICORNとしては出来なかったミニマル・ミュージックを志向して制作したと述べている[13]。歌詞カードに歌詞を掲載しなかった理由として、阿部は当初「だから」「そして」「しかし」などの接続詞のみで歌詞を構成していたが、後に疑問が生じたためレコーディング参加者に好きな言葉を言わせて繋ぎ合わせたためであると述べている[12]。歌詞の内容はすべて現実にあったことをテーマにしており、作詞する意図がなかったためにメロディも付けなかったと述べている[13]。

「竜巻野郎」
- レコーディング: 1992年6月17日 ミュージックインスタジオ／6月29日 ソニー・ミュージック六本木スタジオ／6月19日、20日、8月5日 - 7日 サウンドインスタジオ／7月9日、10日、22日、23日 ソニー・ミュージック信濃町スタジオ
タイトルは石原裕次郎の主演映画『嵐を呼ぶ男』（1957年）から着想された[14]。レコーディング時にはドラムスを2台使用し、通常のドラム演奏部分とドラムソロの部分を後にダビングして繋いでいる[14]。シングル「リキッドマン」制作時は笹路正徳に「いわゆる売れ線でお願いします」とアレンジを依頼していたが、本曲では西脇辰弥に「いわゆるソウルでひとつリズムがバックリで」と依頼したと川西は述べている[15]。川西はUNICORNの基本的な音楽性がハードロックやビートルズ寄りのポップなものであると述べ、本曲ではソウルミュージックをイメージしてドラムを叩いたと述べている[15]。

「白い部屋」
- レコーディング: 1992年6月6日 - 8日、19日、20日、28日 アバコスタジオ
手島は先にリリースされたシングル「眠れぬ夜」に収録された2曲よりも先に本曲が完成していたと述べている[16]。本曲は元々シングルA面候補であったが、地味であったためにリリースしなかったという[17]。本曲はアコースティック・ギター2本を様々な人間が入れ替わりで演奏しており、最終的に10本分の演奏が収録され、インタビュアーからはタイトルや歌詞がフォークソングのようであると指摘された[16]。手島は曲制作の際に必ずスローテンポになってしまうと述べ、歌もギターも達者であるエリック・クラプトンが理想であるとも述べている[17]。

## リリース、チャート成績
本作は1993年1月21日にソニー・ミュージックレコーズから完全生産限定盤として8センチCDにてリリースされた。ミニ・アルバムでありながら、当時の標準的なシングルサイズである8センチCDでのリリースとなったほか、メンバー5人によるそれぞれのソロ・シングルを含めた計6枚収納可能CDボックスが付属されていた。
当初メンバーは本作収録曲のリリース形態を聞かされておらず、川西はビデオでリリースする話があったと述べ、奥田のインタビュー中にもすでにリリースされたシングルと同時にフルアルバムとしてリリースされる案もあったとの話が出ている。また奥田は8センチCDを好んでいないことから、インタビュアーから本作に関心がないのではないかと質問されたが、奥田は「これはホントにマニアックなものですから。（中略）マニアックなんだったら良いんじゃないでしょうかね」と述べている。
本作はオリコンアルバムチャートにおいて最高位第5位の登場週数5回で、売り上げ枚数は11.8万枚となった。本作収録曲は後にベスト・アルバム『ULTRA SUPER GOLDEN WONDERFUL SPECIAL ABSOLUTE COMPLETE PERFECT SUPREME TERRIFIC ULTIMATE...』（2002年）において全て収録された。

## 収録曲
- CDブックレットに記載されたクレジットを参照[19]。

| #         | タイトル                 | 作詞・作曲 | 編曲               | 時間  |
| --------- | ------------------------ | ---------- | ------------------ | ----- |
| 1.        | 「SOLDIER」(EBI)         | 堀内一史   | 白浜久             | 4:47  |
| 2.        | 「行列」(奥田民生)       | 奥田民生   | 奥田民生           | 3:11  |
| 3.        | 「POWER」(阿部義晴)      | 阿部義晴   | 阿部義晴、安部隆雄 | 4:40  |
| 4.        | 「竜巻野郎」(西川幸一)   | 西川幸一   | 西脇辰弥           | 3:15  |
| 5.        | 「白い部屋」(手島いさむ) | 手島いさむ | 手島いさむ         | 4:55  |
| 合計時間: | 合計時間:                | 合計時間:  | 合計時間:          | 20:48 |

## スタッフ・クレジット
- CDブックレットに記載されたクレジットを参照[19]。

| 参加ミュージシャン 1. 「SOLDIER」 - EBI – ベース、ボーカル - 白浜久 – ギター - KEITH – ドラムス - 難波弘之 – キーボード 2. 「行列」 - 奥田民生 – 全演奏 3. 「POWER」 - 阿部義晴 – キーボード、リズムプログラミング、ボーカル - スティーブ衛藤 – パーカッション、コーラス - 延原達治 - ちわきまゆみ - 三上博史 - 光岡ディオン - EBI - KANA - MIDORI 4. 「竜巻野郎」 - 井上りえ – ボーカル、コーラス - 西脇辰弥 – キーボード - 河合代助 – ハモンドオルガン - 梶原順 – ギター - 河合マイケル – ボンゴ - 小林正弘 – トランペット - 林研一郎 – トランペット - 清岡太郎 – トロンボーン - 小池修 – サックス 5. 「白い部屋」 - 手島いさむ – ギター、ボーカル - 入江直之 – ベース - 熊丸久徳 – ドラムス、パーカッション - 松原博 – キーボード - 佐々木真理 – コーラス | スタッフ 1. 「SOLDIER」 - 白浜久 – サウンドプロデューサー - ホッピー神山 – サウンドプロデューサー - 佐久間正英 – サウンドプロデューサー - 今泉雅史 (ソニー・ミュージックエンタテインメント) – プロデューサー - 大塩泰之 (SME) – プロデューサー - 森岡哲也 – エンジニア - 大森政人 – エンジニア - 小野誠彦 – エンジニア - 笠井鉄兵（ソニー・ミュージック信濃町スタジオ） – マスタリング 2. 「行列」 - ルー大池（超カッコ悪い） – ディレクター - 宮島哲博 – エンジニア - 田中三一（ソニー・ミュージック信濃町スタジオ） – マスタリング 3. 「POWER」 - 安部良一 – ディレクター - 阿部充泰 – エンジニア - 笠井鉄兵（ソニー・ミュージック信濃町スタジオ） – マスタリング - 田中三一（ソニー・ミュージック信濃町スタジオ） – マスタリング 4. 「竜巻野郎」 - 笹路正徳 – サウンドプロデューサー - 西脇辰弥 – サウンドプロデューサー - 河合マイケル (SME) – プロデューサー - 宮島哲博 – エンジニア - 田中三一（ソニー・ミュージック信濃町スタジオ） – マスタリング 5. 「白い部屋」 - 内田忠 (KS) – ディレクター - 中川直彦 – エンジニア - 田中三一（ソニー・ミュージック信濃町スタジオ） – マスタリング |

## リリース日一覧
| No. | リリース日    | レーベル                     | 規格      | カタログ番号 | 最高順位 | 備考           | 出典         |
| --- | ------------- | ---------------------------- | --------- | ------------ | -------- | -------------- | ------------ |
| 1   | 1993年1月21日 | ソニー・ミュージックレコーズ | 8センチCD | SRDL-3600    | 5位      | 完全生産限定盤 | [ 1 ] [ 20 ] |